# ولفگانگ تیلمنز
ولفگانگ تیلمنز (انگلیسی: Wolfgang Tillmans؛ زادهٔ ۱۶ اوت ۱۹۶۸) عکاس اهل آلمان است.
وی برندهٔ جوایزی همچون جایزه ترنر و جایزه هاسلبلاد شده‌است.